# توني آشر
توني آشر (بالإنجليزية: Tony Asher)‏ هو كاتب أغاني وشاعر أمريكي، ولد في 2 مايو 1939 في لندن في المملكة المتحدة.

## وصلات خارجية
- توني آشر على موقع IMDb (الإنجليزية)
- توني آشر على موقع ميوزك برينز (الإنجليزية)
- توني آشر على موقع قاعدة بيانات برودواي على الإنترنت (الإنجليزية)
- توني آشر على موقع ديسكوغز (الإنجليزية)